# Komitat Abaúj

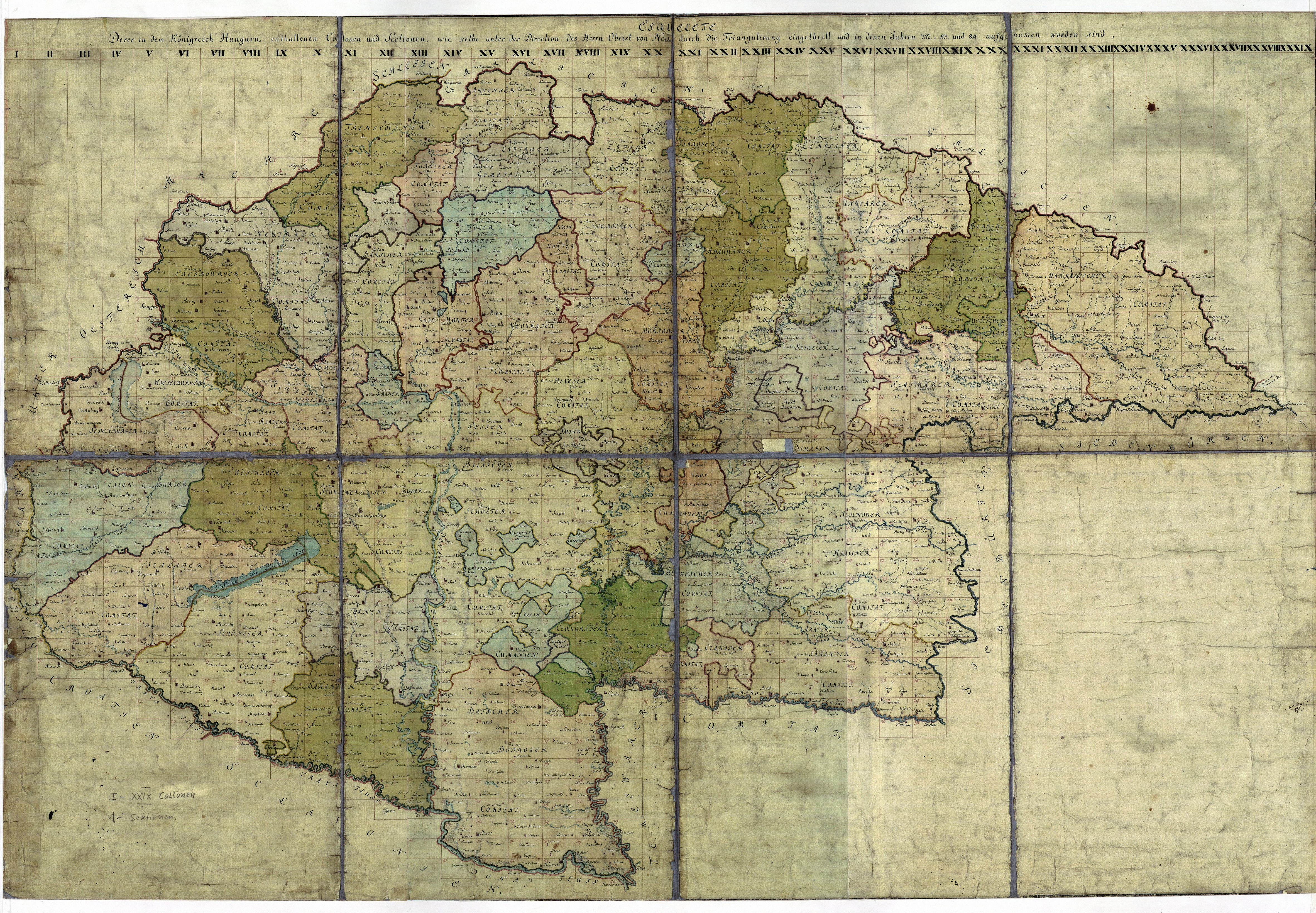
Das Komitat Abaúj auf der Josephinischen Landesaufnahme. Abaúj ist das untere der beiden dunkelgrünen Felder rechts oben.

Das Komitat Abaúj (deutsch historisch Abaujwar/(Abau-)Neuburg, ungarisch Abaúj vármegye, lateinisch comitatus Abaujvariensis) war eine Verwaltungseinheit im Norden des Königreichs Ungarn. Verwaltungssitz war Kassa (bis 1647 Abaújvár).
Es bestand ab 1246 und wurde 1881 mit dem Komitat Torna zum Komitat Abaúj-Torna vereinigt.

## Geschichte
Das Komitat entstand in der zweiten Hälfte des 13. Jahrhunderts aus dem comitatus Novi Castri (benannt nach der Burg Abaújvár, lateinisch Novum Castrum; bei der Ortschaft Abaújvár gelegen), welches auch die später daraus entstandenen Komitat Sáros und Komitat Heves umfasste und seinen Sitz in der Burg Novum Castrum hatte. 
Heute liegt das Gebiet jeweils etwa zur Hälfte in der heutigen Ostslowakei und dem nordöstlichen Ungarn.
Der slowakische Name Abov wird jetzt als inoffizielle Bezeichnung für dieses Gebiet verwendet.